# Peggy Gilbert
Peggy Gilbert (geboren als Margaret Fern Knechtges; * 17. Januar 1905 in Sioux City, Iowa; † 12. Februar 2007 in Burbank, Kalifornien) war eine US-amerikanische Jazz-Saxophonistin und Bandleaderin. Sie war die erste Jazzmusikerin, deren Karriere mehr als 80 Jahre währte.

## Leben und Wirken

### Kindheit und Jugend
Gilberts Eltern waren beide Musiker, ihr Vater John Darwin Knechtges spielte Violine und leitete das Hawkeye Symphony Orchestra, das Stummfilme begleitete, ihre Mutter sang in einem Opernchor. Gilbert lernte früh, Klavier und Violine zu spielen. Sie trat bereits im Alter von sieben Jahren mit einer Gruppe von Highland Dancers auf und spielte mit neun Jahren zusammen mit der Musikgruppe ihres Vaters. Nachdem sie die Kansas City Nighthawks im Radio hörte, entdeckte sie die Jazz-Musik für sich und begann, Saxophon zu spielen. Nach Abschluss der High School trat sie mit ihrer eigenen Band The Melody Girls auf lokalen Bühnen und in Urlaubsorten auf; ihre Auftritte wurden von Radio KSCJ übertragen. 1928 nahm sie den einfacher auszusprechenden Nachnamen ihrer Mutter an und zog nach Hollywood, wo sie für Filme als Darstellerin engagiert wurde und mit Fanchon und Marco in Vaudeville-Shows auftrat.

### Swing-Ära
1933 gründete sie ihre eigene, nur mit Musikerinnen besetzte Jazz-Band, deren Namen allerdings oft wechselte, zunächst hieß sie Peggy Gilbert and Her Metro Goldwyn Orchestra, später auch Peggy Gilbert and her Symphonics, aber der Name sollte noch häufiger wechseln. In der Band spielte sie Saxophon, Vibraphon, Piano und sang. 1937 eröffnete sie mit ihrer Band das zweite The Palomar Swing Concert in Los Angeles, in dem noch Benny Goodman, Stuff Smith, Louis Prima, Ben Pollack und Les Hite auftraten. 1938 spielte sie mit ihrer Girl-Band The Early Girls sechs Tage die Woche auf Radio KMPC in Beverly Hills. Schon 1938 setzte sie sich für die Rechte von Jazzmusikerinnen ein und wurde, als sie sich über diskriminierende Artikel beklagte, im Down Beat bekannt – allerdings unter der Titelzeile „Wie kann man mit BH ein Saxophon spielen?“.
In den 1930er und 1940er Jahren trat sie mit ihrer Band in den meisten bekannten Nightclubs in Hollywood und im Cocoanut Grove in Los Angeles auf. Auch tourte sie durch die Vereinigten Staaten und durch Kanada und hatte im Cotton Club in New York Auftritte. Während der Gastspielreisen traf sie auf Kay Boley, eine Vaudeville-Darstellerin, die auch als Schlangenmensch auftrat, in die sie sich verliebte und mit der sie bis zu ihrem eigenen Tod zusammen lebte. In dieser Zeit trat sie selbst auch in Filmen auf und absolvierte mit ihrer Bigband für die United Service Organizations Auftritte für die Truppenbetreuung in Alaska.

### Nach dem Zweiten Weltkrieg
Nach dem Zweiten Weltkrieg veränderte sich die wirtschaftliche Situation für Musikerinnen; sie arbeitete hauptberuflich als Sekretärin für die Musikergewerkschaft. Weiterhin war sie aber in Nebenrollen für den Film tätig. Anfang der 1950 spielte sie für ein Jahr mit der Band von Ada Leonard im Fernsehen. Auch trat sie mit ihrem Schlagzeug spielenden Bruder Orval Gilbert und der Multiinstrumentalistin Marnie Wells im Trio The Jacks and Jills auf.
1974 stellte sie im Alter von 69 Jahren ihre letzte große, nur mit Musikerinnen besetzte Band zusammen, in der unter dem Namen The Dixie Belles bekannte Musikerinnen aus der Vaudeville- und Big-Band-Ära zusammen auftraten. Die Gruppe fand Zuspruch im Fernsehen und auf Jazzfestivals; unter anderem trat sie in der The Tonight Show bei Johnny Carson auf und, neben vielen weiteren Engagements, auch auf der Rose-Bowl-Parade im Jahr 1980. 1985 nahm die Band das Album Peggy Gilbert & The Dixie Belles auf, das auf CD bei Cambria Master Recordings erschien. Die Band trat bis 1998 zusammen auf und war auch Gast in Fernsehserien wie The Golden Girls. Peggy Gilbert wurde 102 Jahre alt und starb in Burbank in Kalifornien.

## Filmografie (Auswahl)
- 1932: The Wet Parade[1]
- 1937: Melody for Two
- 1938: The Great Waltz